# Bhagalpur
La ville de Bhagalpur est la capitale administrative de la division de Bhagalpur dans l’État du Bihar, en Inde. En 2011, sa population a été estimée à 410 210 habitants.

## Personnalités liées
- Alexander Dow (1730-1779), officier et écrivain écossais, y est mort.